# فاكوندو هيرنان كيروغا
فاكوندو هيرنان كيروغا (بالإسبانية: Facundo Hernán Quiroga)‏ (10 يناير 1978 في الأرجنتين - ) هو لاعب كرة قدم أرجنتيني في مركز قلب الدفاع. شارك مع منتخب الأرجنتين لكرة القدم. أما مع النوادي، فقد لعب مع ريفر بليت وسبورتينغ لشبونة ونادي فولفسبورغ ونادي نابولي ونيولز أولد بويز وهوراكان ونادي أتليتكو للبنين ‏.

## مسيرته الكروية
لعب فاكوندو هيرنان كيروغا خلال مسيرته الاحترافية مع 7 أندية في ستة عشر موسمًا وسجل خلالها 6 أهداف ضمن 322 مباراة. حيث فاز في موسم واحد بالكأس وفي موسمين بالدوري.
خاض فاكوندو هيرنان كيروغا مسيرته مع FC Barcelona (beach soccer) ‏ في موسم 1997–98 لمدة موسم واحد، مشاركًا في 22 مباراة سجل خلالها هدفًا واحدًا. ثم انتقل إلى نادي سبورتينغ لشبونة في موسم 1998–99 في المرة الأولى ولمدة موسمين ثم في موسم 2001–02 واستمر معه طيلة ثلاثة مواسم، حيث شارك طوالها في 73 مباراة سجل خلالها هدفين. لينتقل بعدها إلى نادي نابولي في موسم 2000–01 لمدة موسم واحد، مشاركًا في 28 مباراة ولم يسجل أي هدف. ثم انتقل إلى نادي فولفسبورغ في موسم 2004–05 ليلعب معه أربعة مواسم، مشاركًا في 90 مباراة سجل خلالها هدفًا واحدًا. هذا وانتقل لاحقًا إلى نادي ريفر بليت في موسم 2008–09 ولمدة موسمين، مشاركًا في 25 مباراة سجل خلالها هدفًا واحدًا أيضًا. ثم انتقل بعدها إلى نادي هوراكان في موسم 2010–11 لمدة موسم واحد، مشاركًا في 31 مباراة سجل خلالها هدفًا واحدًا أيضًا. ليعود وينتقل من جديد، لكن هذه المرة إلى نادي أتليتكو للبنين ‏ في موسم 2011–12 ولمدة موسمين، مشاركًا في 53 مباراة ولم يسجل أي هدف.

## وصلات خارجية
- فاكوندو هيرنان كيروغا على موقع الاتحاد الدولي (مؤرشف)  (الإنجليزية)
- فاكوندو هيرنان كيروغا على موقع قاعدة بيانات كرة القدم.إي يو (الإنجليزية)
- فاكوندو هيرنان كيروغا على موقع بيانات كرة القدم. دي إي (الألمانية)
- فاكوندو هيرنان كيروغا على موقع ناشيونال فوتبول تيمز (الإنجليزية)
- فاكوندو هيرنان كيروغا على موقع Soccerway.com (الإنجليزية)
- فاكوندو هيرنان كيروغا على موقع عالم كرة القدم.نت (الإنجليزية)